# Années 520
Les années 520 couvrent la période de 520 à 529.

## Événements
- Vers 519 : révoltes intestines dans l’empire Avar (Hephtalites, Ting-ling (en), Tölech etc.)[1]. En 521, attaqué par les Gaoju, le khanat des Ruanruan se divise entre les partisans de Anagui et ceux de son oncle Poluomen[2].
- Vers 520 :
  - Keïtai-Tennô réalise l’unité japonaise[3].
  - Inde : le pèlerin bouddhiste chinois Song Yun vit à la cour des Huns Hephtalites dans le Gandhâra[4]. Il les décrit comme de redoutables guerriers.
- 520-560 : selon Léon Fleuriot, les Bretons continentaux écrivent leurs lois, les Excerpta de Libris Romanorum et Francorum[5].
- 522 : introduction du bouddhisme au Japon par la Corée[6].

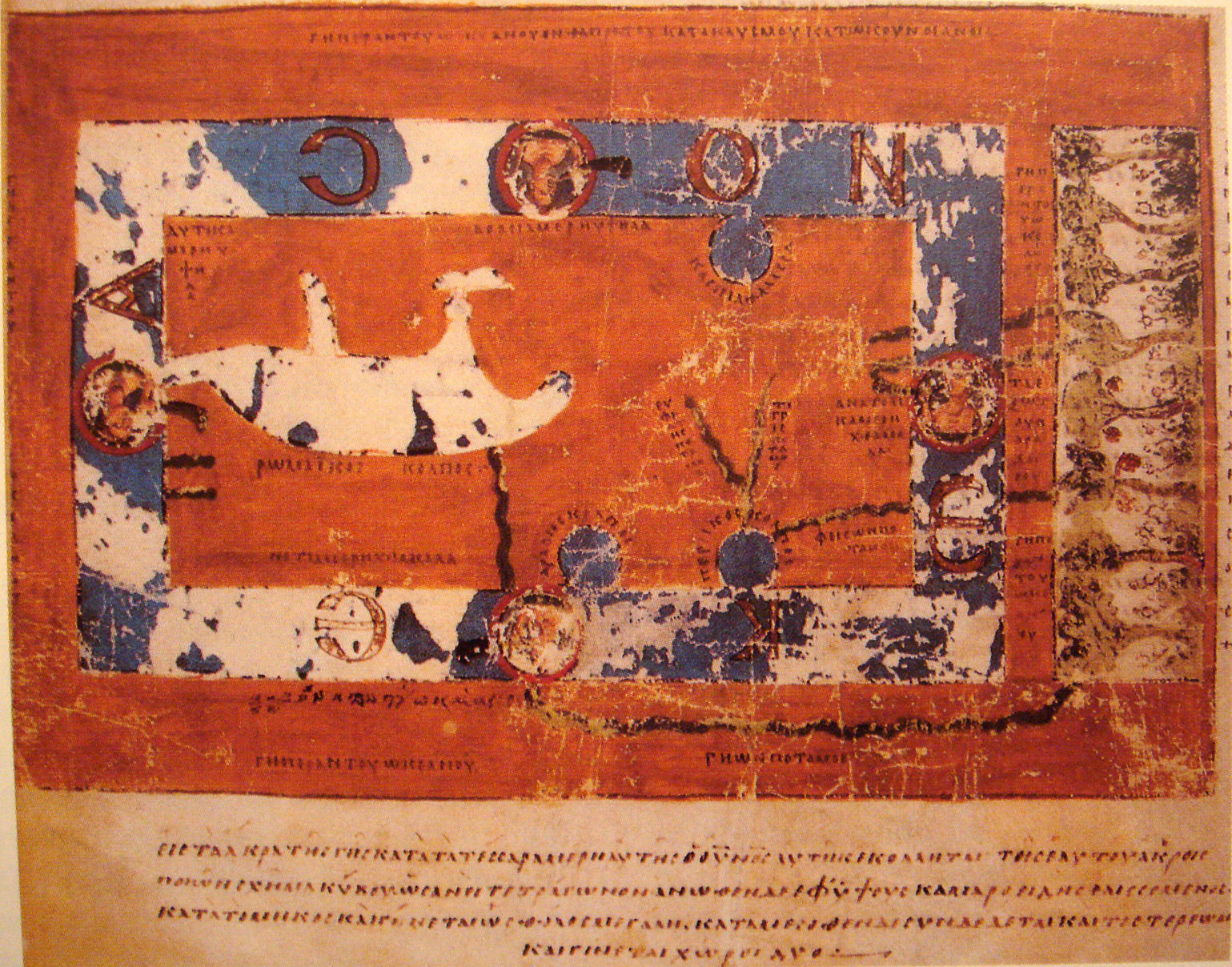
Carte du monde de Cosmas Indicopleustès

- Vers 522-525 : voyage du géographe byzantin d'Alexandrie Cosmas Indicopleustès à Dioscoride (Socotra) et à Adoulis dans le Royaume d'Aksoum (Éthiopie). Il doit son surnom à une légende médiévale qui lui attribue un voyage en  Inde[7].
- 523-524 : guerre de Burgondie des fils de Clovis contre Sigismond[8]. Clodomir  est tué à la bataille de Vézeronce[9].
- 523 : persécution des chrétiens de Najran par le roi d'Himyar Dhu Nuwas[10]. Le roi d'Aksoum Kaleb intervient au Yémen en 525 et rétablit le christianisme.
- 524-526 : crise religieuse en Italie entre catholiques et ariens[11].
- 526-532 : guerre d'Ibérie entre l'Empire Byzantin et l'Empire Sassanide[12].
- Vers 525-526 : Denys le Petit, moine originaire de la province romaine de Scythie, propose de mesurer le temps à partir de la naissance du Christ[13].
- 527-565 : règne de Justinien, empereur byzantin et de son épouse Théodora[14] (morte en 548).

- Vers 528 : les Huns Hephtalites de Mihirakula sont chassés de l’Inde[15].

## Personnages significatifs
- Amalasonte
- Boèce
- Cosmas Indicopleustès
- Denys le Petit
- Félix IV
- Hildéric
- Jean Ier (pape)
- Justinien
- Keitai
- Sigismond (Saint)
- Théodora (impératrice, femme de Justinien)
- Théodoric le Grand